# Telares de Maracay
Telares e Hilandería Maracay, posteriormente C. A. Telares de Maracay, es una compañía venezolana destinada a la elaboración de telares e hilanderías, fundada en 1926 con sede en la avenida Constitución con calle Mariño, de la ciudad de Maracay. Actualmente el Grupo Telares Maracay pertenece al grupo de empresas de la Familia Zarikian y posee 5 plantas textiles y una distribuidora en Colombia.

## Historia
Su principal accionista fue el entonces presidente, general Juan Vicente Gómez. La primera plantilla de trabajadores era de 700, de los cuales 40 eran catalanes, entre técnicos y obreros especializados, encabezados por el químico Nicolás Perelló Bounin. En sus inicios la producción de los telares era de 6 000 a 12 000 kilos de tela semanales, siendo el producto final artículos de algodón, tales como driles, percales, paños de mano, cobijas, sábanas, entre otros.
Durante la década de los años 70 a los 90 el Grupo Telares Maracay se expandió a un conglomerdo de 7 fábricas textiles; la original C.A. Telares de Maracay especializada en telas dotacionales, Texfin, C.A. especializada en tejido plano de algodón poliéster, Tejidos Aragaua, C.A. especializada en telas finas de algodón y ropa de hogar, Jeantex, S.A. especializada en tela de Dénim - esta planta fue hecha en sociedad con Greenwood Mills de los Estados Unidos, Deshilasa, S.A. reciclando desechos de las anteriores en productos de limpieza para el hogar, Polytex, C.A. especializada en tela no tejida para uso médico e industrial y Metalmecánica Agrotextil, C.A. quien fabricaba y reparaba piezas y repuestos para la maquinaria de las demás empresas del grupo y para terceros. El grupo en su apogeo contaba con 2.530 trabajadores. 
En la parte agrícola el Grupo Telares Maracay producía algodón en la zona del Orinoco, el estado Anzoátegui y Portuguesa.
En la actualidad y luego de las reiteradas crisis económicas y políticas que ha sufrido Venezuela el Grupo Telares Maracay se ha transformado y modernizado produciendo productos más orientados hacia la moda, manteniendo la fabricación y confección de telas no tejidas para el sector salud así como la producción de toallas y sábanas para el sector hotelero. El recinto original de Telares e Hilandería Maracay ha sido reacondicionado, conservando parte de estructura, y puesto a funcionar como un centro comercial.